# Championnat du Tadjikistan de football 2016
Navigation
Saison précédente Saison suivante
La saison 2016 du Championnat du Tadjikistan de football est la 25e édition de la première division au Tadjikistan. La compétition regroupe dix clubs, qui s'affrontent deux fois, à domicile et à l'extérieur. À l'issue de la saison, il n'y a pas de relégation et les deux meilleurs clubs de deuxième division sont promus.
C'est Istiqlol Douchanbé, double tenant du titre, qui remporte à nouveau la compétition cette saison après avoir terminé en tête du classement final, avec huit points d'avance sur le promu, Khosilot Farkhor et treize sur le Regar-TadAZ Tursunzoda. C'est le cinquième titre de champion du Tadjikistan de l'histoire du club, qui réalise le doublé en s'imposant en finale de la Coupe du Tadjikistan face à son dauphin.
Le club de Daleron-Öroteppa Istaravshan déclare forfait avant le début de la saison. La compétition ne se déroule qu'avec dix équipes, au lieu de onze.

## Les clubs participants
- Khosilot Farkhor - Promu de D2
- Istiqlol Douchanbé
- Khayr Vahdat
- Regar-TadAZ Tursunzoda
- FK Khodjent
- Parvoz Bobojon Ghafurov
- Vakhsh Qurghonteppa
- Barki Tadjik Douchanbé
- SSKA Pamir Douchanbé
- Ravshan Kulob

## Compétition
Le barème de points servant à établir le classement se décompose ainsi :
- Victoire : 3 points
- Match nul : 1 point
- Défaite : 0 point

### Classement
| Rang | Équipe                  | Pts | J  | G  | N | P  | Bp | Bc | Diff |
| ---- | ----------------------- | --- | -- | -- | - | -- | -- | -- | ---- |
| 1    | Istiqlol Douchanbé'T'C  | 45  | 18 | 14 | 3 | 1  | 67 | 20 | +47  |
| 2    | Khosilot FarkhorP       | 37  | 18 | 11 | 4 | 3  | 40 | 16 | +24  |
| 3    | Regar-TadAZ Tursunzoda  | 32  | 18 | 10 | 2 | 6  | 36 | 23 | +13  |
| 4    | Barki Tadjik Douchanbé  | 29  | 18 | 9  | 2 | 7  | 32 | 25 | +7   |
| 5    | Khayr Vahdat            | 29  | 18 | 8  | 5 | 5  | 29 | 25 | +4   |
| 6    | SSKA Pamir Douchanbé    | 27  | 18 | 8  | 3 | 7  | 23 | 16 | +7   |
| 7    | FK Khodjent             | 25  | 18 | 8  | 1 | 9  | 22 | 37 | -15  |
| 8    | Vakhsh Qurghonteppa     | 18  | 18 | 5  | 3 | 10 | 21 | 39 | -18  |
| 9    | Ravshan Kulob           | 9   | 18 | 2  | 3 | 13 | 17 | 50 | -33  |
| 10   | Parvoz Bobojon Ghafurov | 5   | 18 | 1  | 2 | 15 | 14 | 50 | -36  |

|  | Qualification pour la Coupe de l'AFC 2017                                              |
|  | T : Tenant du titre C : Vainqueur de la Coupe du Tadjikistan P : Promu de Pervaya Liga |

### Matchs
| Résultats (▼dom., ►ext.) | BTD | CPD | KVA | KHO | KJD  | IST | PBG | RAV | RZD | VAK |
| Barki Tajik              |     | 0-1 | 2-1 | 3-1 | 3-2  | 1-5 | 3-0 | 2-0 | 2-1 | 4-0 |
| SSKA Pamir Douchanbé     | 2-0 |     | 1-1 | 1-0 | 0-1  | 0-0 | 3-0 | 3-1 | 0-1 | 2-0 |
| Khayr Vahdat             | 1-0 | 0-0 |     | 0-0 | 4-1  | 0-0 | 3-0 | 4-0 | 0-1 | 1-0 |
| Khosilot Farkhor         | 2-2 | 2-1 | 6-0 |     | 1-0  | 1-1 | 1-0 | 4-0 | 4-0 | 3-2 |
| FK Khodjent              | 1-1 | 2-1 | 1-5 | 0-1 |      | 0-2 | 1-0 | 1-0 | 0-2 | 2-1 |
| Istiqlol Douchanbé       | 4-2 | 2-1 | 4-1 | 2-1 | 10-1 |     | 8-2 | 7-1 | 3-1 | 6-3 |
| Parvoz Bobojon Ghafurov  | 1-2 | 0-2 | 2-3 | 1-5 | 0-4  | 0-4 |     | 1-3 | 1-0 | 0-0 |
| Ravshan Kulob            | 0-5 | 1-2 | 1-3 | 0-2 | 2-3  | 2-1 | 3-3 |     | 1-1 | 1-2 |
| Regar-TadAZ Tursunzoda   | 1-0 | 2-1 | 5-1 | 2-2 | 3-0  | 2-3 | 3-2 | 5-0 |     | 5-1 |
| Vakhsh Qurghonteppa      | 2-0 | 3-2 | 0-0 | 0-3 | 1-2  | 1-5 | 2-1 | 1-1 | 2-1 |     |

## Bilan de la saison
| Championnat du Tadjikistan de football 2016 |                               |
| Champion                                    | Istiqlol Douchanbé (5e titre) |
| Coupes et trophées                          |                               |
| Vainqueur de la Coupe du Tadjikistan 2016   | Istiqlol Douchanbé            |
| Qualifications continentales                |                               |
| Coupe de l'AFC 2017                         | Istiqlol Douchanbé            |
| Coupe de l'AFC 2017                         | Khosilot Farkhor (barrages)   |
| Promotions et relégations                   |                               |
| Promus en Ligai Millii                      | Pandzhsher Balkh              |
| Promus en Ligai Millii                      | Saroykamar Panj               |
| Relégués en Pervaya Liga                    | Aucun                         |